# Lajasvenator ascheriae
Lajasvenator ascheriae (gr. “cazador de Las Lajas de Ascheri”) es la única especie conocida del género extinto Lajasvenator de dinosaurio terópodo carcarodontosáurido, que vivió a mediados del periodo Cretácico hace aproximadamente 137 millones de años, en el Valanginiense,en lo que hoy es Sudamérica.
Es el carcarodontosáurido más pequeño y antiguo descubierto en América del Sur, su tamaño se calcula en unos 3 a 4 metros y un peso aproximado de entre 80 y 140 Kilogramos. Probablemente fue uno de los alosauroides más pequeños conocidos, con aproximadamente la mitad de la longitud de Concavenator.